# Kamov Ka-8
Il Kamov Ka-8 (in cirillico Камов Ка-8 "Иркутянин" (Irkutyanin)) era un elicottero ultraleggero monoposto e monomotore con rotori controrotanti coassiali sviluppato in Unione Sovietica negli anni quaranta. Progettato dall'ingegnere aeronautico Nikolaj Il'ič Kamov fu il precursore del Ka-10.